# Ryan Tedder
Ryan Benjamin Tedder (Tulsa, Oklahoma; 26 de junio de 1979) es un cantante, compositor y productor discográfico estadounidense, principalmente conocido por ser el líder y vocalista de la banda de pop rock OneRepublic. Además, tiene una carrera independiente como compositor y productor de varios artistas desde mediados de la década del 2000, incluidos U2, Adele, Beyoncé, Leona Lewis, Selena Gomez, Demi Lovato, Ed Sheeran, Jennifer Lopez, Camila Cabello, Karol G, Lady Gaga, Paul McCartney, Maroon 5, Miley Cyrus, Rosalía, BTS, One Direction, Jonas Brothers, Shakira, Taylor Swift, Ariana Grande, Fonseca, Logic, J Balvin, Sebastián Yatra, Will.i.am, Los Ángeles Azules, Blackpink, Twice, entre otros.
La producción y composición de Tedder ha demostrado ser un éxito comercial. «Apologize», interpretado por OneRepublic, «Bleeding Love», interpretado por Leona Lewis, y «Halo», interpretado por Beyoncé, todos entraron en la lista de sencillos más vendidos de todos los tiempos. A principios de 2014, Billboard lo nombró como «El rey encubierto del pop» y lo incluyó en la portada de la revista. Es uno de los productores del reality show Songland. Es tres veces ganador del Premio Grammy para el álbum del año, debido a sus créditos de producción en los álbumes 21 y 25 de Adele, y 1989 de Taylor Swift.

## Primeros años
Ryan fue educado en una familia bastante religiosa formada por misioneros y pastores. Aprendió a tocar el piano cuando tenía 3 años mediante el Método Suzuki, según el cual un niño joven aprende a tocar cualquier instrumento de oído en lugar de leer las notas. Su interés musical fue propulsado por su padre y su madre, quienes le incitaban a practicar tocando el piano a cambio de palomitas. A los 7 años comenzó a cantar enseñándose a sí mismo ya que nunca dio clases de canto. Cuando tenía 12 años imitaba a sus artistas favoritos que iban desde grupos como Los Beatles hasta Sting. Ryan ha comentado que cantaba 2 horas diarias 
hasta que cumplió 18. Durante su adolescencia siguió su formación 
musical participando en la iglesia, el colegio y grupos formados.
Ryan conoció al guitarrista Zach Filkins en su equipo de fútbol, en el instituto CSCS en Colorado Springs. Durante ese tiempo y la universidad, Ryan aprendió él mismo a tocar diferentes instrumentos como la guitarra, el teclado y el bajo. Fue a la universidad Oral Roberts en Oklahoma, graduándose en RP y publicidad y negocios. Era un novato cuando empezó a exhibir su propio material y perdió su beca en su segundo año universitario porque no dejaba de saltarse clases para escribir canciones y fue entonces cuando tomó esto como una señal de que lo que el debía perseguir era una carrera en la música.
Durante años trabajó como camarero y también como dependiente en Pottery Barn antes de obtener unas prácticas en DreamWorks SKG en Nashville, cantando en demos para entrar en la escena musical. Produjo demos para cantautores y discográficas cobrando de $300 a $400 por canción. Ryan afirma que Dreamworks le ofreció su primer acuerdo publicitario tras su llegada; sin embargo, él tenía la intención de conseguir una carrera como artista y su primera aventura en ese terreno vino por otro camino.
Cuando contaba con 21 años, Ryan Tedder compitió en una competición para cantantes-compositores y fue seleccionado por Lance Bass (por aquel entonces miembro de la boyband N’Sync) como uno de los cinco finalistas para actuar en el programa de MTV Total Request live en el que debía 
interpreta una de sus propias canciones frente a millones de espectadores. El premio para el ganador era un contrato musical con la compañía de Lance, Free Lance Entertainment. Los concursantes actuaban en directo y eran puntuados por el jurado y la audiencia y el concursante con mayor puntuación sería el ganador. Ryan interpretó una 
de sus canciones, «The Look», la cual recibió la mayoría de los votos del jurado y los fanes por lo que ganó la competición aunque el contrato discográfico que le fue prometido como ganador del concurso nunca llegó a finalizarse.

## Trayectoria musical
Ryan es más conocido por ser el cantante de OneRepublic a pesar de que tiene una brillante carrera como compositor y productor para otros artistas, tales como Ariana Grande, Jennifer Lopez, Beyonce, Sean Paul, Far East Movement, Jordin Sparks, Leona Lewis, Taylor Swift, U2, Adele y Paul Oakenfold. Alesso.
Es responsable de obras como "Bleeding Love" y "Happy" de Leona Lewis, "Apologize" de su propia banda, o "Love Like This" de Natasha Bedingfield. En un punto, tres de sus canciones fueron número uno simultáneamente en todo el mundo, con Apologize en los Estados Unidos, Bleeding love en el Reino Unido y Do it well de Jennifer Lopez en Japón. Trabaja con Kelly Clarkson, Jennifer Lopez, Adele, Ashley Tisdale, Rihanna, Backstreet Boys, Daughtry, Jennifer Hudson, T.I., Chris Cornell, Mario, James Morrison, DJ Tiesto, Beyoncé, Hilary Duff, Westlife, Adam Lambert, Sky Ferreira, Vanness Wu, Demi Lovato y el mismo Ryan confirmó que está trabajando con Nelly Furtado, en una entrevista.
En 2012, colaboró en las voces para la canción de música electrónica “Calling (Lose My Mind)”, producida por los DJs y productores suecos, Sebastian Ingrosso y Alesso.
Además colaboró con Adam Levine, cantante de Maroon 5, en el disco de la banda titulado Overexposed que salió a la venta el 26 de junio de 2012.
trabajó en el disco de Jennifer Lopez en el cual compuso la canción "Clothes Off" que fue producida por Goonrock -el productor de cabecera de LMFAO-.
Ryan también colaboró en A Lively Mind, el exitoso disco del reconocido Dj británico Paul Oakenfold en el año 2006. En 2018 Tedder confirmó a través de sus redes sociales, estar colaborando en una producción musical junto a Paul McCartney, quien el 15 de agosto dio a conocer "Fuh You" el tercer sencillo de su álbum Egypt Station, sencillo que coescribió y compuso junto a Ryan.

## Vida privada
Actualmente Ryan Tedder está casado con Genevieve Tedder, tienen dos hijos llamados Copeland Cruz Tedder y Miles Tedder. Copeland nació en Denver, Colorado el 2 de agosto de 2010 y Miles en septiembre del 2014.
Los primos directos de Tedder, Adam, Ashley y Austin Clark formaron la banda Sons of Sylvia. Ryan coescribió la canción "Love Left to Lose" para ellos.

## Discografía

### ConOneRepublic
- Dreaming Out Loud (2007)
- Waking Up (2009)
- Native (2013)
- Oh My My (2016)
- Human (2021)
- Artificial Paradise (2024)

## Canciones escritas y coescritas

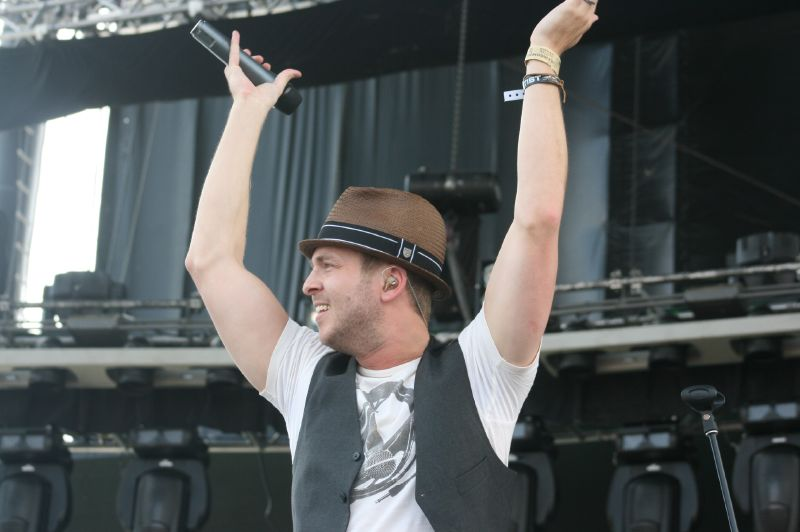
Tedder actuando en el escenario en 2009.

- Leona Lewis «Bleeding Love» (2007)
- Jennifer Lopez "Do it Well" (2007)
- Hilary Duff «Gypsy Woman» (2007)
- Beyonce "Halo" (2008)
- Leona Lewis «Happy» (2009)
- Adele "Turning Tables" (2011)
- Adele "Rumor Has It" (2011)
- Big Time Rush  "Music Sounds Better with U ft. Mann" (2011)
- Demi Lovato "Who's That Boy ft Dev" (2011)
- James Blunt «Stay The Night» (2011)
- Colbie Caillat «Brighter Than The Sun» (2011)
- Sean Paul & Alexis Jordan «Got 2 Luv U» (2011)
- Jennifer Lopez "Clothes Off" (2012)
- The Wanted "Satellite" (2012)
- Leona Lewis «When It Hurts» & «Glassheart» (2012)
- Maroon 5 «Love Somebody» & «Lucky Strike» (2012)
- Demi Lovato «Neon Lights» (2013)
- Ellie Goulding «Burn» (2013)
- Parachute «Can't Help» (2013)
- The Fray «Love Don't Die» (2013)
- One Direction «Right Now» (2013)
- Beyoncé «XO» (2013)
- Ariana Grande «Why Try» (2014) (Bajo el nombre de Ryan "Ryghtous" Tedder)
- Gwen Stefani «Baby Don't Lie» (2014)
- Taylor Swift «Welcome To New York» (2014)
- Taylor Swift «I Know Places» (2014)
- Maroon 5 «Maps» (2014)
- Ella Henderson «Ghost» (2014)
- Maroon 5 «Sugar» (2014)
- Olly Murs «Seasons» (2014)
- The Script «Flares» (2014)
- Zedd & Selena Gomez «I Want You To Know» (2015)
- Ellie Goulding «Keep on Dancin'» (2015)
- Demi Lovato «Wildfire» (2015)
- Adele «Remedy» (2015)
- Paul McCartney «Fuh You» (2018)
- Selena Gomez «Beautiful Sadness» (2020)
- Tate McRae «Greedy» (2023)
- Beyoncé & Miley Cyrus «II Most Wanted» (2024)

## Colaboraciones
- "The way I fell" de Paul Oakenfold.
- "Not over" de Paul Oakenfold.
- "Scars" de Alesso
- "Save Some" de Glacier Hiking.
- "Thrill Is Gone" de Baby Bash.
- "Good in Goodbye" de Wynter Gordon.
- "Is This All" de Vanness Wu.
- "Calling (Lose My Mind)" de Sebastian Ingrosso & Alesso.
- "Gonna Get Over You" de Sara Bareilles.
- "Rocketeer" de Far East Movement.
- "Bus Stop" de My Name Is Kay.
- "The Fighter" de Gym Class Heroes.
- "Never Let You Go" de B.o.B
- "Lost at Sea" de Zedd.
- "S.T.O.P." de David Guetta.
- The Missing Ft Cassius
- Lost The Found de Leona Lewis
- "Back In Time"  Martin Garrix
- "Stranger Things"  Kygo
- "Happier" Ed Sheeran
- "Delicate" Taylor Swift
- "Bonfire Heart" James Blunt
- "Lose Somebody"  Kygo
- "You Were Loved"  Gryffin
- "Do it like that" Jonas Brothers Tomorrowxtogether

## Premios y nominaciones
Tedder tiene tres premios Grammy y una nominación a los premios Globo de Oro.
Premios Globo de Oro
| Premios Globo de Oro | Premios Globo de Oro   | Premios Globo de Oro | Premios Globo de Oro | Premios Globo de Oro |
| Año                  | Categoría              | Trabajo nominado     | Resultado            |                      |
| -------------------- | ---------------------- | -------------------- | -------------------- | -------------------- |
| 2017                 | Mejor canción original | "Faith"              | Nominado             |                      |

Premios Grammy
| Premios Grammy | Premios Grammy                                    | Premios Grammy       | Premios Grammy | Premios Grammy |
| Año            | Categoría                                         | Trabajo nominado     | Resultado      |                |
| -------------- | ------------------------------------------------- | -------------------- | -------------- | -------------- |
| 2009           | Mejor interpretación pop vocal por un dúo o grupo | "Apologize"          | Nominado       |                |
| 2009           | Mejor grabación del año                           | "Bleeding Love"      | Nominado       |                |
| 2010           | Mejor grabación del año                           | "Halo"               | Nominado       |                |
| 2010           | Álbum del año                                     | I Am... Sasha Fierce | Nominado       |                |
| 2012           | Álbum del año                                     | 21                   | Ganador        |                |
| 2012           | Mejor productor del año, no clásico               | Él mismo             | Nominado       |                |
| 2015           | Álbum del año                                     | Beyoncé              | Nominado       |                |
| 2016           | Álbum del año                                     | 1989                 | Ganador        |                |
| 2017           | Álbum del año                                     | 25                   | Ganador        |                |
| 2022           | Álbum del año                                     | Justice              | Nominado       |                |
| 2022           | Álbum del año                                     | Montero              | Nominado       |                |